# Bourg-des-Maisons
Bourg-des-Maisons è un comune francese di 71 abitanti situato nel dipartimento della Dordogna nella regione della Nuova Aquitania.

## Società

### Evoluzione demografica
Abitanti censiti